# Damastion
Damastion (grško: Δαμάστιον [Damástion]), antično dardansko mesto na osrednjem Balkanu. Mesto je stalo na eni od več možnih lokacij v Srbiji, Makedoniji ali Albaniji, njegov natančen položaj pa še vedno ni z gotovostjo določen. Bilo je mejno mesto med Ilirijo in Peonijo, verjetno bolj na strani slednje. O njem je pisal samo Strabon, ki pravi, da je stalo na področju Ohrida in imelo rudnike srebra. Natančnejšega položaja mesta ni opisal.

## Lokacija
Damastion je iz svojega srebra koval kovance z Apolonovo podobo na prednji strani in trinožnikom in napisom ΔΑΜΑΣΤΙΝΩΝ (DAMASTINON) na zadnji. Kovance so odkrili na več mestih na Balkanu, največ v južni Srbiji, vzhodni Makedoniji, zahodni Bolgariji, v Skadru v Albaniji in celo v Romuniji, Trstu in na Krfu. Kovanci so iz 4. stoletja pr. n. št..  
Večina poskusov, da bi določili natančno lokacijo mesta, je temeljila ravno na študiji kovancev in njihovi porazdelitvi. Eden od poznavalcev, dr. Imhoof-Blumer, si prizadeva odkriti sodobne izpeljanke imena in domneva, da bi Damastion lahko bil v vasi Damesi v Albaniji. Obstajajo tudi številne druge hipoteze, na primer da je stal blizu Resena v jugozahodni Makedoniji (antični Peoniji).
Po trditvah dr. Petra Popovića iz Beograda je zelo verjetna lokacija mesta nedavno odkrito arheološko najdišče Kale-Krševica jugovzhodno od Vranja v južni Srbiji, kjer so odkrili temelje antičnega grškega mesta iz 5. stoletja pr. n. št..

## Zgodovina
Prebivalci mesta, ki so se imenovali Damastini in niso bili posebno ilirsko pleme, so bili v 4. stoletju pr. n. št. podložniki kralja Bardilisa. Leta 431 pr. n. št. so mesto kolonizirali Grki z otoka Egine. Njihovi kovanci so krožili po sedanjem Kosovu in Pomoravju, pa tudi dlje proti zahodu in do južne obale Jadranskega morja. Po porazu dardanskega kralja Bardilisa je mesto zasedel Filip II. Makedonski.